# Сандал (озеро)
Са́ндал (Сандальское водохранилище)
(карел. Sandaljärvi) — российское озеро в Кондопожском районе Республики Карелия.

## Общие сведения
Озеро Сандал находится в Южной Карелии к северо-западу от Онежского озера (с которым соединено каналом) в узкой котловине.
Котловина тектонического происхождения.
На озере 286 островов общей площадью 8,8 км². Главный приток — река Тивдия, более мелкие — Чоньчупа, Ялгубка, Нурмежа и Ковкой. Сток через протоку в озеро Нигозеро. Также к бассейну Сандала относятся озёра: Габозеро и Викшалампи.
Берега на севере и востоке — высокие, на юге и западе — низкие.
Донные отложения представлены илами, песком и камнем.
В озере обитают лосось, форель, ряпушка, сиг, налим, щука, плотва, корюшка, гольян, уклейка, лещ, хариус, окунь, ёрш, подкаменщик.
Среднее колебания уровня составляет 1,62 м.
В настоящее время представляет собой энергетическое водохранилище Кондопожской ГЭС. В результате строительства двух дамб в 1928 году и 1936 году уровень воды Сандальского водохранилища был поднят на 1,5-2 м, а естественный водоток изменён.

## История
В XX веке на озере было активное судоходство. До революции имелся грузовой пароход, принадлежащий инженеру М. А. Токарскому. В 1920-е годы появляются и пассажирские линии моторных лодок для перевозки пассажиров, направляющихся на Кивач. В 1926 году Северо-Западное пароходство открыто линию парохода «Шиповка» Кондопога-Сопоха. Также курсировало 2 моторных катера для перевозки пассажиров до Тивдии с заходом в Товайгору и Ерши.
В послевоенное время, с 1947 по 1951 год пассажирские перевозки на линии Кондопога — Гаймае — Ерши — Тивдия осуществляло Управление по транспортному освоению рек и озёр Карело-Финской ССР на мотокатере № 738 с 1951 года на пассажирских линиях работал катер «Сандал», в 1954 г. — «Тивдия», в 1957 г. — мотокатер № 6. С 1958 г. — Беломорско-Онежское пароходство на катере «Судак» 1958 года постройки. В 1964 году на озере появляется новый теплоход — М-172 типа «Москвич» Он работал на линии Кондопога-Лычный остров-Тивдия-Ерши-Кондопога, а также осуществлял прогулочные рейсы для жителей Кондопоги. В начале 1980-х годов на линии работал небольшой теплоход «Заря» проекта 371 бис. В 1984 году открыта скоростная линия Кондопога — Нигостров — Ерши — Лычный остров на судне Заря-366Р типа «Заря». Пассажирское сообщение по озеру Сандал закрыто в 1997 году.